# Andor Kertész

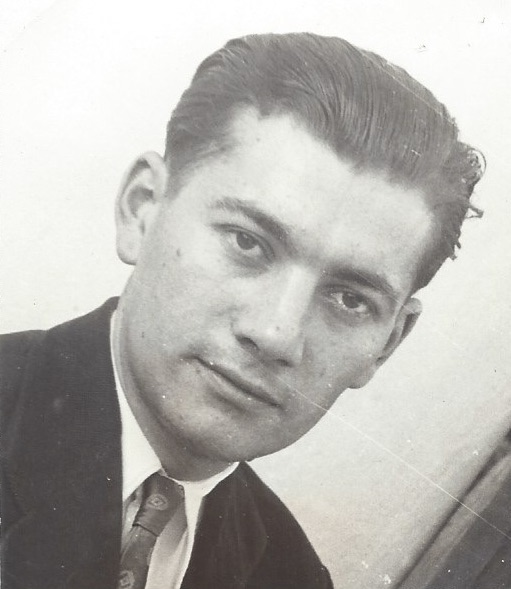
Andor Kertész

Andor Kertész (* 19. Februar 1929 in Gyula; † 3. April 1974 in Budapest) war ein ungarischer Mathematiker, der Professor in Debrecen und später an der Universität Halle war und sich mit Algebra befasste.

## Leben
Sein Vater Lajos (1899–1974) war Musiklehrer und Kantor der evangelisch-reformierten Kirche in Gyula. Kertész studierte bis 1952 in Debrecen und wurde dort 1954 bei László Rédei promoviert. 1957 erfolgte seine Habilitation, und ab 1963 war er Professor an der Universität Debrecen. 1962 bis 1964 und 1968 bis 1971 war er Gastprofessor an der Universität Halle.
Er arbeitete über abelsche Gruppen, Ring- und Modultheorie (speziell Artinsche Ringe) sowie über Verbände und Gruppoide. Er führte einen Radikal-Begriff in die Modultheorie ein.
Er wurde 1968 Mitglied der Leopoldina.
Kertész schrieb eine Biographie von Georg Cantor.

## Schriften
- Georg Cantor 1845–1918. Schöpfer der Mengenlehre. Acta Historica Leopoldina Nr. 15, 1983, und: Wissenschaftliche Buchgesellschaft, Darmstadt 1984 (bearbeitet von Manfred Stern), ISBN 3-534-01882-6.
- Lectures on Artinian Rings (= Disquisitiones Mathematicae Hungaricae. Bd. 14). With Chapters written by Gerhard Betsch, Alfred Widiger and Richard Wiegandt. Edited by Richard Wiegandt. Akadémiai Kiadó, Budapest 1987, ISBN 963-05-4309-5.
  - Deutsche Ausgabe: Vorlesungen über Artinsche Ringe. Akadémiai Kiadó, Budapest und Teubner 1968.
- Einführung in die transfinite Algebra. Deutscher Verlag der Wissenschaften, Berlin 1975.
- mit T. Szele: On the existence of non-discrete topologies in infinite abelian groups. In: Publicationes Mathematicae. Debrecen, Bd. 3, 1953, S. 187–189.